# Lyda Borelli
Lyda Borelli   (La Spezia, 22 de març de 1887 - Roma, 2 de juny de 1959) va ser una actriu italiana. Coneguda com "La divina Borelli", va ser un emblema del cinema mut, interpretant sovint papers de femme fatale juntament amb altres actrius com Francesca Bertini (1892-1985) o Pina Menichelli (1890-1984).
Era filla de l'actor Napoleone Borelli i germana de l'actriu Alda Borelli, i va començar la seva carrera juntament amb Paola Pezzaglia en el drama de Pierre Decourcelle I due derelitti. Entre 1913 i 1918 va treballar en diverses pel·lícules com Rapsodia satanica, Fior di male, Malombra o Una noche en Calcuta.
Va deixar d'actuar el 1918 quan va casar-se amb l'empresari Giorgio Cini. El seu fill Giorgio va morir en un accident aeri quan anava a formalitzar el seu compromís amb l'actriu Merle Oberon.
Comparada a vegades amb Greta Garbo, la seva vida ha estat portada al cinema en el film Diva Dolorosa de 1999.